# Menifee megye
Menifee megye az Amerikai Egyesült Államokban, azon belül Kentucky államban található. Megyeszékhelye és legnagyobb városa Frenchburg. Lakosainak száma 6113 fő (2020. április 1.). Menifee megye Rowan, Morgan, Wolfe, Powell, Montgomery és Bath megyékkel határos.

## Népesség
A megye népességének változása:
| Lakosok száma | 6357 | 6400 | 6307 | 6288 | 6358 | 6113 |
|               | 2010 | 2011 | 2012 | 2013 | 2015 | 2020 |